# Kevin Wattamaleo
Kevin Wattamaleo (Rotterdam, 22 gennaio 1989) è un ex calciatore olandese, di ruolo centrocampista.

## Carriera
Debutta il 30 novembre 2008 nel pareggio fuori casa per 1-1 contro il Vitesse subentrando all'85' minuto a Tim de Cler.
Debutta dal primo minuto il 17 dicembre 2008 in Coppa UEFA nella sconfitta in casa per 0-1 contro il Lech Poznań.
Il suo primo gol, anche decisivo, arriva il 20 novembre 2009 con la maglia dell'Excelsior Rotterdam contro il De Graafschap all'87' minuto dopo essere subentrato al 57' al posto di Adnan Alisic.